# Tropidocephala saccharicola
Tropidocephala saccharicola är en insektsart som beskrevs av Frederick Arthur Godfrey Muir 1913. Tropidocephala saccharicola ingår i släktet Tropidocephala och familjen sporrstritar. Inga underarter finns listade i Catalogue of Life.